# Jürgen Strohschein

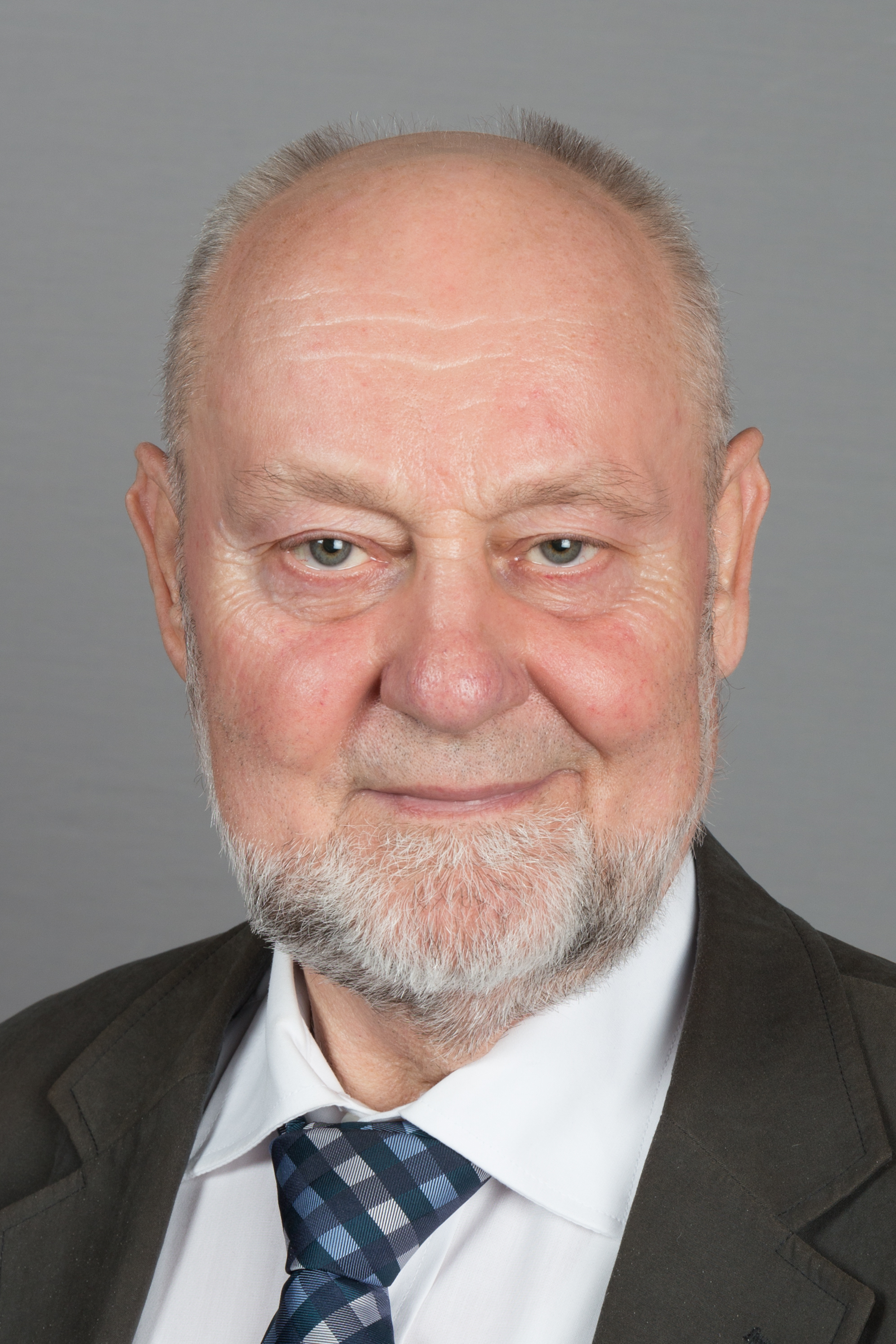
Jürgen Strohschein (2017)

Jürgen Strohschein (* 19. Juli 1947 in Waldeshöhe) ist ein deutscher Politiker (AfD).

## Leben
Strohschein absolvierte von 1963 bis 1966 eine Lehre zum Elektromonteur und war in seinem erlernten Beruf zunächst bis 1967 tätig. 1967 bis 1969 leistete er seinen Wehrdienst bei der NVA ab. Anschließend arbeitete er bis 1984 wieder als Elektromonteur und auch Kältemonteur. Danach war er Inhaber einer Gaststätte in Dargitz (1984–1991).

## Politische Laufbahn
Strohschein trat 1971 der Ost-CDU bei, die nach der Wende in der CDU aufging. 2013 wechselte er aus der CDU in die AfD über.
1990 bis 2009 war Strohschein Bürgermeister der Gemeinde Schönwalde, 1992 bis 2009 Amtsvorsteher von Uecker-Randow-Tal.
Bei der Landtagswahl 2016 wurde er im Wahlkreis Vorpommern-Greifswald V als Direktkandidat in den Landtag Mecklenburg-Vorpommern gewählt. Im Oktober 2020 erklärte Strohschein den Verzicht auf eine weitere Kandidatur bei der Landtagswahl in Mecklenburg-Vorpommern 2021.